# Гелена Анліот
Гелена Анліот (швед. Helena Anliot; нар. 26 вересня 1956) — колишня шведська тенісистка.
Здобула 8 одиночних та 4 парні титули.
Найвищим досягненням на турнірах Великого шолома був півфінал в парному розряді.
Завершила кар'єру 1980 року.

## Фінали турнірів WTA

### Одиночний розряд: 2 (2 поразки)
| Легенда                       |
| Tier I                        |
| Tier II                       |
| Tier III                      |
| Турніри IV-ї та V-ї категорій |

| Результат | W/L | Дата     | Турнір                     | Покриття | Суперниця        | Рахунок       |
| --------- | --- | -------- | -------------------------- | -------- | ---------------- | ------------- |
| Поразка   | 0–1 | Лип 1976 | Swedish Open               | Ґрунт    | Рената Томанова  | 3–6, 2–6      |
| Поразка   | 0–2 | Гру 1977 | Queensland Open, Австралія | Трава    | Регіна Маршикова | 1–6, 6–3, 4–6 |

### Парний розряд: 5 (4–1)
| Результат | W/L | Дата     | Турнір                        | Покриття | Партнерка        | Суперниці                         | Рахунок       |
| --------- | --- | -------- | ----------------------------- | -------- | ---------------- | --------------------------------- | ------------- |
| Перемога  | 1–0 | Лип 1976 | Gastein Ladies                | Ґрунт    | Міммі Вікстедт   | Катя Еббінгаус Гайді Айстерленер  | 6–4, 2–6, 7–5 |
| Поразка   | 1–1 | Aug1977  | Swedish Open                  | Ґрунт    | Флоренца Міхай   | Синтія Дорнер Ракель Хіскафре     | 2–6, 5–7      |
| Перемога  | 2–1 | Гру 1977 | Queensland Open, Австралія    | Трава    | Регіна Маршикова | Неріда Грегорі Наоко Сато         | 6–3, 3–1 ret. |
| Перемога  | 3–1 | Сер 1978 | U.S. Clay Court Championships | Ґрунт    | Гелле Спарре     | Барбара Геллквіст Шейла Макінерні | 6–3, 6–1      |
| Перемога  | 4–1 | Лип 1979 | Austrian Open                 | Ґрунт    | Даян Еверс       | Вірджинія Рузіч Еллі Вессіс       | 6–0, 6–4      |

## Фінали ITF
| Легенда         |
| --------------- |
| турніри $25,000 |
| турніри $10,000 |

### Одиночний розряд (8–5)
| Результат | Ранг | Дата            | Турнір                                | Покриття   | Суперниця          | Рахунок       |
| --------- | ---- | --------------- | ------------------------------------- | ---------- | ------------------ | ------------- |
| Перемога  | 1.   | 29 липня 1973   | Ганко, Фінляндія                      | Ґрунт      | Джуді Коннор       | 6–4, 6–3      |
| Перемога  | 2.   | 10 вересня 1973 | Анкара, Туреччина                     | Ґрунт      | Кармен Переа       | 6–3, 9–7      |
| Перемога  | 3.   | 11 лютого 1974  | Стокгольм, Швеція                     | Тверде (i) | Міммі Вікстедт     | 6–4, 2–6, 6–3 |
| Поразка   | 4.   | 7 липня 1974    | Единбург, Велика Британія             | Тверде     | Алена Палмєва-Вест | 3–6, 2–6      |
| Перемога  | 5.   | 1 грудня 1974   | Джимпі, Австралія                     | Тверде     | Наталія Чмирьова   | 6–2, 7–5      |
| Поразка   | 6.   | 12 січня 1975   | Осло, Норвегія                        | Килим (i)  | Еллен Ґріннволл    | 6–0, 6–7, 2–6 |
| Перемога  | 7.   | 10 липня 1976   | Філікстоу, Велика Британія            | Тверде     | Белінда Томпсон    | 6–4, 7–6      |
| Поразка   | 8.   | 28 травня 1977  | Глазго, Велика Британія               | Ґрунт      | Енн Джонс          | 2–6, 2–6      |
| Поразка   | 9.   | 3 липня 1977    | Travemünde, Німеччина                 | Ґрунт      | Катя Еббінгаус     | 5–7, 3–6      |
| Перемога  | 10.  | 8 січня 1978    | Окленд (Нова Зеландія), Нова Зеландія | Тверде     | Мерілін Теш        | 6–4, 6–3      |
| Поразка   | 11.  | 12 лютого 1978  | Торонто, Канада                       | Тверде     | Шерон Волш         | 6–4, 4–6, 6–7 |
| Перемога  | 12.  | 9 квітня 1978   | Мілан, Італія                         | Ґрунт      | Маріана Сіміонеску | 6–3, 5–7, 6–4 |
| Перемога  | 13.  | 8 липня 1979    | Перуджа, Італія                       | Ґрунт      | Сенді Коллінз      | 2–6, 7–6, 6–2 |

### Парний розряд (5–8)
| Результат | Ранг | Дата            | Турнір                     | Покриття   | Партнерка              | Суперниці                             | Рахунок       |
| --------- | ---- | --------------- | -------------------------- | ---------- | ---------------------- | ------------------------------------- | ------------- |
| Поразка   | 1.   | 4 березня 1973  | Ольборг, Данія             | Тверде (i) | Анне-Метте Серенсен    | Ґітте Ейлерсков Марі-Анн Клоуґарт     | 3–6, 1–6      |
| Поразка   | 2.   | 10 вересня 1973 | Анкара, Туреччина          | Ґрунт      | Анн-Шарлотт Дальберґ   | Марі-Анн Клоуґарт Анне-Метте Серенсен | 4–6, 7–5, 3–6 |
| Перемога  | 3.   | 11 лютого 1974  | Стокгольм, Швеція          | Тверде (i) | Міммі Вікстедт         | Маргарета Форсгард Крістіна Сандберг  | 6–2, 7–5      |
| Перемога  | 4.   | 10 березня 1974 | Гетеборг, Швеція           | Килим (i)  | Інгрід Лефдаль Бентцер | Маргарета Форсгард Лотта Стенберг     | 6–4, 6–4      |
| Перемога  | 5.   | 1 грудня 1974   | Джимпі, Австралія          | Тверде     | Мішель Гердал          | Полін Елліотт Вікі Ланкастер-Керр     | 6–2, 7–5      |
| Поразка   | 6.   | 12 січня 1975   | Осло, Норвегія             | Тверде (i) | Ніна Бом               | Еллен Ґріннволл Кірстен Робсам        | 4–6, 3–6      |
| Перемога  | 7.   | 27 січня 1975   | Бурос, Швеція              | Тверде     | Анне-Метте Серенсен    | Лотта Стенберг Міммі Вікстедт         | 2–6, 6–4, 7–5 |
| Перемога  | 8.   | 23 лютого 1975  | Гельсінкі, Фінляндія       | Тверде (i) | Ніна Бом               | Гелле Спарре Еліна Дуркман            | 6–2, 6–4      |
| Поразка   | 9.   | 28 травня 1977  | Глазго, Велика Британія    | Ґрунт      | Енн Джонс              | Джо Дьюрі Крістіна Гаррісон           | 1–6, 6–4, 2–6 |
| Поразка   | 10.  | 3 липня 1977    | Travemünde, Німеччина      | Ґрунт      | Кеті Мортон            | Катя Еббінгаус Даґмар Гелльвеґен      | 4–6, 3–6      |
| Поразка   | 11.  | 23 квітня 1978  | Ніцца, Франція             | Ґрунт      | Ельвіра Вайзенбергер   | Фйорелла Бонічеллі Гейл Шанфро        | 6–3, 3–6, 5–7 |
| Поразка   | 12.  | 14 липня 1980   | Бостад, Швеція             | Ґрунт      | Лена Сандін            | Ніна Бом Елізабет Екблом              | w/o           |
| Поразка   | 13.  | 24 серпня 1980  | Байройт, Західна Німеччина | Ґрунт      | Іріс Рідель-Кюн        | Клаудія Коде-Кільш Ева Пфафф          | 6–2, 3–6, 1–6 |